# Hashishinz Sound Vol. 1
Hashishinz Sound Vol. 1 è un EP del rapper italiano Guè e del produttore italiano Deleterio, pubblicato l'11 aprile 2005 dalla Produzioni Oblio.

## Tracce
1. Piombo a tempo – 3:54
2. Amore/Odio – 3:26
3. Che nessuno si muova (feat. Vincenzo & Marracash) – 4:00
4. Trafficanti di sogni (feat. Royal Mehdi) – 3:08
5. Boss! (feat. Vincenzo, Marracash & Jake La Furia) – 4:33
6. Amore/Odio (Don Remix) – 2:22

Tracce bonus nell'edizione CD
1. Piombo a tempo (Instrumental) – 3:54
2. Amore/Odio (Instrumental) – 3:26
3. Che nessuno si muova (feat. Vincenzo & Marracash) (Instrumental) – 4:00
4. Trafficanti di sogni (feat. Royal Mehdi) (Instrumental) – 3:08
5. Boss! (feat. Vincenzo, Marracash & Jake La Furia) (Instrumental) – 4:33
6. Amore/Odio (Don Remix) (Instrumental) – 2:22

## Formazione
Musicisti
- Guè – voce
- Vincenzo da Via Anfossi – voce aggiuntiva (tracce 3 e 5)
- Marracash – voce aggiuntiva (tracce 3 e 5)
- Royal Mehdi – voce aggiuntiva (traccia 4)
- Jake La Furia – voce aggiuntiva (traccia 5)

Produzione
- Deleterio – produzione (eccetto traccia 6), registrazione
- Don Joe – produzione (traccia 6), missaggio, programmazione, supervisione artistica
- Roby Baldi – mastering